# Finale de la Ligue des champions de l'UEFA 2008-2009
La finale de la Ligue des champions 2009 est la cinquante-quatrième finale de la Ligue des champions de l'UEFA. Disputée le 27 mai 2009 au stade olympique de Rome (Italie), elle oppose le club espagnol du FC Barcelone au club anglais de Manchester United qui ont respectivement éliminés en demi-finale Chelsea et Arsenal.

## Historique des rencontres
Auparavant, le FC Barcelone et Manchester United se sont rencontrés neuf fois en coupe d'Europe : trois fois dans la Coupe d'Europe des vainqueurs de coupe et six fois en Ligue des champions. Sur ces neuf matchs, Manchester s'est imposé trois fois tandis que le FC Barcelone n'a gagné que deux fois. En outre, quatre matchs se terminent sur un match nul. Les deux équipes se sont rencontrés une fois dans une finale de coupe d'Europe, à l'occasion de la finale de la Coupe d'Europe des vainqueurs de coupe lors de la saison 1990-1991, match que Manchester avait remporté sur le score de deux buts à un.

## Parcours des finalistes
Le choix des équipes qualifiées pour la phase de poules de la Ligue des champions, soit directement, soit par le biais de trois tours préliminaires, sont basés sur leur classement lors de la précédente saison de leur ligue domestique et la force relative de la ligue sur la base de son coefficient UEFA.
Barcelone, ayant terminé troisième du dernier championnat espagnol, est entré dans la compétition au troisième tour de qualification. Quant à Manchester United, ayant terminé champion du dernier championnat anglais, il est entré dans la compétition directement en phase de groupes.
Les groupes ont été établis sous la forme d'un double tournoi toutes rondes de huit groupes de quatre équipes, les deux premiers de chaque groupe se qualifiant pour les phases éliminatoires. Les matchs de qualification ont été basés sur des matches aller et retour (domicile et extérieur), avec la règle des buts marqués à l'extérieur, ainsi que le temps supplémentaires en cas d'égalité et les tirs au but si nécessaire.
| Équipé            | Joué | V | N | D | BP | BC | Diff | Pts |
| ----------------- | ---- | - | - | - | -- | -- | ---- | --- |
| FC Barcelone      | 6    | 4 | 1 | 1 | 18 | 8  | +10  | 13  |
| Sporting Portugal | 6    | 4 | 0 | 2 | 8  | 8  | 0    | 12  |
| Chakhtior Donetsk | 6    | 3 | 0 | 3 | 11 | 7  | +4   | 9   |
| FC Bâle           | 6    | 0 | 1 | 5 | 2  | 16 | −14  | 1   |

| Équipe            | Joué | V | N | D | BP | BC | Diff | Pts |
| ----------------- | ---- | - | - | - | -- | -- | ---- | --- |
| Manchester United | 6    | 2 | 4 | 0 | 9  | 3  | +6   | 10  |
| Villarreal CF     | 6    | 2 | 3 | 1 | 9  | 7  | +2   | 9   |
| AaB Ålborg        | 6    | 1 | 3 | 2 | 9  | 14 | −5   | 6   |
| Celtic Glasgow    | 6    | 1 | 2 | 3 | 4  | 7  | −3   | 5   |

## Feuille de match
Suspendu pour deux cartons jaunes en demi finale retour contre Chelsea, Eric Abidal est suspendu pour la finale.
| Finale                   | FC Barcelone                        | 2 - 0   | Manchester United | Stadio olimpico, Rome                            |                                                  |
| 27 mai 2009 20h45 (HAEC) | Samuel Eto'o 10e · Lionel Messi 70e | (1 - 0) |                   | Spectateurs : 62 467 Arbitrage : Massimo Busacca | Spectateurs : 62 467 Arbitrage : Massimo Busacca |
| 27 mai 2009 20h45 (HAEC) | Rapport                             |         |                   | Spectateurs : 62 467 Arbitrage : Massimo Busacca | Spectateurs : 62 467 Arbitrage : Massimo Busacca |

| Barcelone | Man. United |

| BARCELONE :     |    |                    |     |       |
|                 |    |                    |     |       |
| G               | 1  | Víctor Valdés      |     |       |
| D               | 5  | Carles Puyol       |     |       |
| D               | 24 | Yaya Touré         |     |       |
| D               | 3  | Gerard Piqué       | 16e |       |
| D               | 16 | Sylvinho           |     |       |
| M               | 6  | Xavi               |     |       |
| M               | 28 | Sergio Busquets    |     |       |
| M               | 8  | Andrés Iniesta     |     | 90+2e |
| A               | 10 | Lionel Messi       |     |       |
| A               | 9  | Samuel Eto'o       |     |       |
| A               | 14 | Thierry Henry      |     | 72e   |
|                 |    |                    |     |       |
| Remplaçants :   |    |                    |     |       |
| G               | 13 | José Manuel Pinto0 |     |       |
| D               | 2  | Martín Cáceres     |     |       |
| D               | 46 | Marc Muniesa       |     |       |
| M               | 15 | Seydou Keita       |     | 72e   |
| A               | 7  | Eidur Guðjohnsen   |     |       |
| A               | 11 | Bojan Krkić        |     |       |
| A               | 27 | Pedro              |     | 90+2e |
|                 |    |                    |     |       |
| Entraîneur :    |    |                    |     |       |
| Josep Guardiola |    |                    |     |       |

| MAN. UNITED : |    |                    |       |     |
|               |    |                    |       |     |
| G             | 1  | Edwin van der Sar0 |       |     |
| D             | 22 | John O'Shea        |       |     |
| D             | 5  | Rio Ferdinand      |       |     |
| D             | 15 | Nemanja Vidić      | 90+3e |     |
| D             | 3  | Patrice Évra       |       |     |
| M             | 8  | Anderson           |       | 46e |
| M             | 16 | Michael Carrick    |       |     |
| M             | 11 | Ryan Giggs         |       | 75e |
| A             | 13 | Park Ji-sung       |       | 66e |
| A             | 10 | Wayne Rooney       |       |     |
| A             | 7  | Cristiano Ronaldo  | 78e   |     |
|               |    |                    |       |     |
| Remplaçants : |    |                    |       |     |
| G             | 29 | Tomasz Kuszczak    |       |     |
| D             | 21 | Rafael             |       |     |
| D             | 23 | Jonny Evans        |       |     |
| M             | 17 | Nani               |       |     |
| M             | 18 | Paul Scholes       | 81e   | 75e |
| A             | 9  | Dimitar Berbatov   |       | 66e |
| A             | 32 | Carlos Tévez       |       | 46e |
|               |    |                    |       |     |
| Entraineur :  |    |                    |       |     |
| Alex Ferguson |    |                    |       |     |

## Statistiques
| Première mi-temps   | Première mi-temps | Première mi-temps |
|                     | Barcelone         | Man. United       |
| ------------------- | ----------------- | ----------------- |
| Buts marqués        | 1                 | 0                 |
| Total des tirs      | 4                 | 8                 |
| Tirs cadrés         | 1                 | 1                 |
| Possession de balle | 54 %              | 46 %              |
| Corners             | 3                 | 2                 |
| Fautes commises     | 3                 | 3                 |
| Hors-jeu            | 0                 | 2                 |
| Cartons jaunes      | 1                 | 0                 |
| Cartons rouges      | 0                 | 0                 |

| Seconde mi-temps    | Seconde mi-temps | Seconde mi-temps |
|                     | Barcelone        | Man. United      |
| ------------------- | ---------------- | ---------------- |
| Buts marqués        | 1                | 0                |
| Total des tirs      | 7                | 4                |
| Tirs cadrés         | 7                | 1                |
| Possession de balle | 48%              | 52 %             |
| Corners             | 1                | 5                |
| Fautes commises     | 4                | 7                |
| Hors-jeu            | 2                | 3                |
| Cartons jaunes      | 0                | 3                |
| Cartons rouges      | 0                | 0                |

| Match complet       | Match complet | Match complet |
|                     | Barcelone     | Man. United   |
| ------------------- | ------------- | ------------- |
| Buts marqués        | 2             | 0             |
| Total des tirs      | 11            | 12            |
| Tirs cadrés         | 8             | 2             |
| Possession de balle | 51 %          | 49 %          |
| Corners             | 4             | 7             |
| Fautes commises     | 7             | 10            |
| Hors-jeu            | 2             | 5             |
| Cartons jaunes      | 1             | 3             |
| Cartons rouges      | 0             | 0             |

- UEFA Full Time Report
- UEFA Full Time Statistics

## Sources
- (en) Cet article est partiellement ou en totalité issu de l’article de Wikipédia en anglais intitulé « 2009 UEFA Champions League Final » (voir la liste des auteurs).